# Carl Georg Oscar Drude
Carl Georg Oscar Drude (*5 de junho de 1852, Braunschweig - 1º de fevereiro de 1933, Dresden) foi um botânico, professor universitário alemão ; e, cofundador da Ecologia Vegetal como disciplina.
Estudou a partir de 1870, Ciências e Química no "Collegium Carolinum" (atual Universidade Técnica de Braunschweig), e em 1871 vai para a Universidade de Göttingen, onde passou a ser assistente de A. Grisebach, permanecendo até 1879.
Em 1874 recebe finalmente seu Ph.D., tornando-se assistente de herbário com Frederick G. Bartling. Em Göttingen foi um ativo conferenciasta universitario de botânica, mesmo ad honorem. Em 1876 conquistou sua habilitação em botânica. Em 1879 aceita um cargo no "Politécnico de Dresden", com uma cátedra em botânica. Quando em 1890 foi criado o Politécnico como Facultade Técnica, Dresde teve uma grande influência na formação de uma botânica mais científica. No mesmo ano assumiu a posição de diretor do Jardim botânico de Dresden e, junto com o agrônomo botânico Bruno Steglich, se ocupa em desenvolver uma Estação de Agricultura para a criação de plantas.
Aos 81 anos, Oscar falece em 1 de fevereiro de 1933 na cidade de Dresden.

## Algumas publicações
- Handbuch der Pflanzengeographie. 1890
- Deutschlands Pflanzengeographie. 1896
- Die hercynische Florenbezirk. 1902
- Die Ökologie der Pflanzen. 1913

## Homenagens
Em sua honra, foi nomeado:
- O gênero Drudeophytum Coult. & Rose da família Apiaceae
- A revista "Drudea" que foi publicada de 1961 a 1964